# Ausbaubock
Ein Ausbaubock, auch Bockausbau genannt, ist ein hydraulischer Schreitausbau, der im Steinkohlenbergbau beim Strebbau eingesetzt wird. Der Ausbaubock war der Nachfolgetyp des Ausbaugespannes. Die Weiterentwicklung des Ausbaubockes ist der Schildausbau.

## Aufbau und Einsatz
Der Ausbaubock besteht aus einem Grundrahmen, vier Hydraulikstempeln und einer Kappe. Der Grundrahmen wird aus zusammengeführten Sohlenschwellen gebildet. Die Hangendkappe ist bei diesem Schreitausbautyp in der Regel großflächig geschlossen. Es gibt aber auch Typen mit geteilter Kappe. Durch die geschlossene Kappe ist der Schutz gegen Stein- und Kohlenfall aus dem Hangendbereich sichergestellt. Allerdings bieten Ausbauböcke keinen ausreichenden Schutz gegen eindringende Berge aus dem Alten Mann. Somit kann bei diesem Schreitausbautyp Bergematerial aus dem Bruchraum in den Streb eindringen und dadurch die planmäßige Gewinnung behindern. Verbesserte Ausführungen haben eine am Ausbaubock angebrachte Bruchabschirmung. Dadurch ist der Strebraum gegen Haufwerk geschützt. Damit der Ausbaubock bewegt werden kann, hat er ein Schreitwerk, das am Strebförderer befestigt ist. Mit diesem Schreitwerk wird der Ausbaubock am Strebförderer vorwärts gezogen. Für den Betrieb in Blasversatzstreben gibt es speziell entwickelte Ausbauböcke für Blasversatzbetriebe.